# Umar (Syria)
Umar (arab. عمر) – wieś w Syrii, w muhafazie Aleppo, w dystrykcie Afrin. W 2004 roku liczyła 524 mieszkańców.